# Matthäus Prätorius
Matthäus Prätorius (Matthaeus Praetorius, * um 1635 vermutlich in Memel; † 1704 in Weyherstadt) war evangelischer Pfarrer, später katholischer Geistlicher. Er trat als irenischer Theologe sowie als Historiker und Ethnograph seiner Heimatregion hervor.

## Leben
Matthäus Prätorius wurde vermutlich in Memel im Herzogtum Preußen als Sohn des dort an der Stadtkirche St. Johannis von 1631 bis 1673 amtierenden lutherischen Pfarrers Christoph Prätorius geboren. Man geht davon aus, dass er zweisprachig (deutsch/litauisch) aufwuchs, was ihn für das Pfarramt in einer litauischsprachigen Gemeinde besonders qualifizierte. Prätorius studierte an der Universität Königsberg und Rostock, wirkte ab 1661 drei Jahre als Adjunktus ministerii bei Pfarrer Johann Lehmenn d. Ä. an der Litauischen Kirche (Landkirche St. Jakobus) in Memel, danach ab 1664 als Pfarrer in Niebudszen bei Gumbinnen. 1684 trat er in Oliva zur katholischen Kirche über. Er empfing die Priesterweihe und wurde 1688 Pfarrer in Strasburg in Westpreußen, später Propst im kaschubischen Weiherstadt.

## Schriftstellerische Tätigkeit

### Theologie

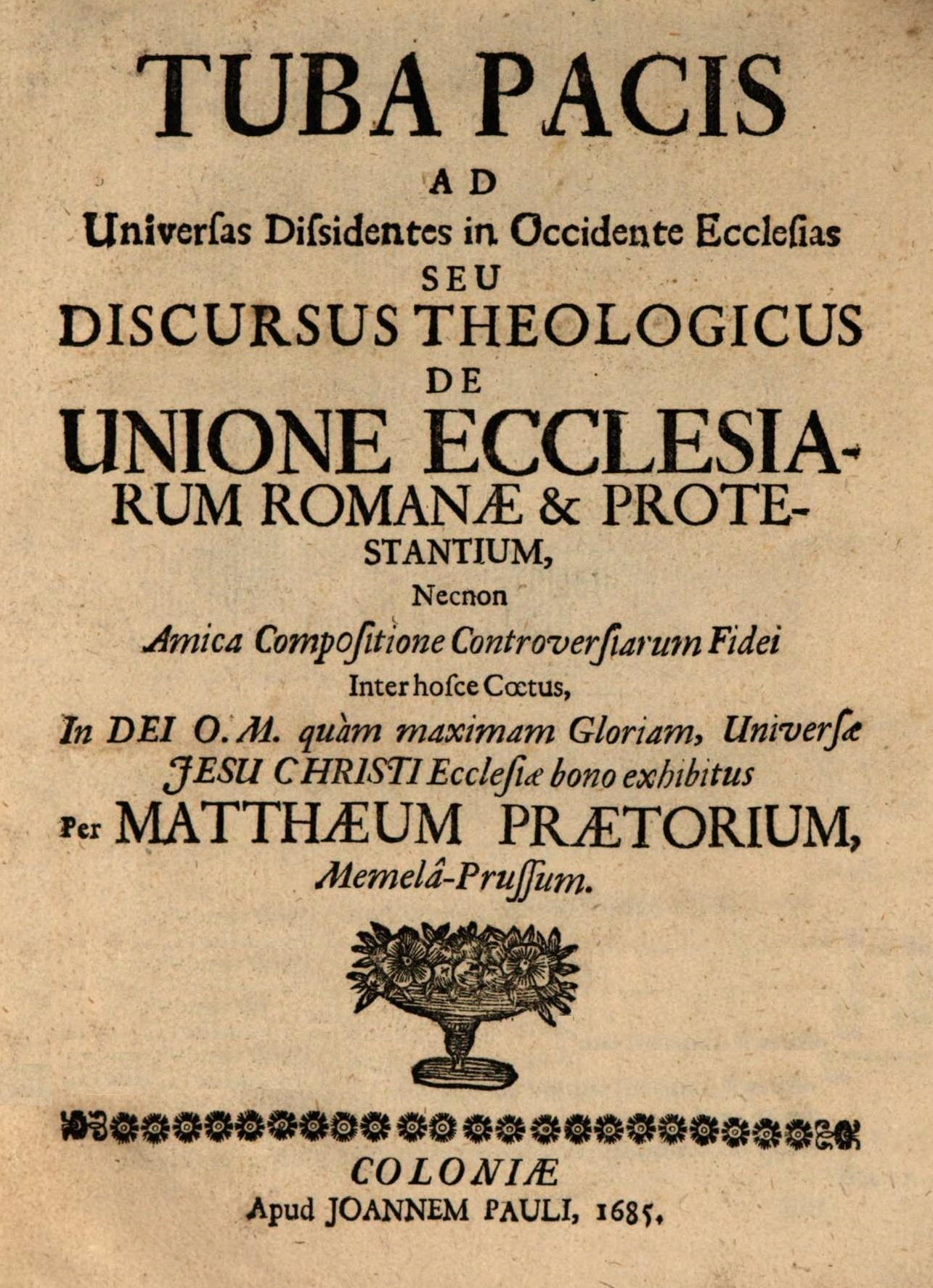
Titelseite der Tuba Pacis

Prätorius litt unter dem Konflikt der christlichen Konfessionen und entwickelte einen Plan zur Wiederherstellung der Einheit, den er 1682 der theologischen Fakultät der Universität Königsberg vorlegte, erst 1684 mit einem ablehnenden Kommentar Melchior Zeidlers zurückerhielt und 1685 veröffentlichte (1684 war er konvertiert):
| Tuba Pacis ad universas dissidentes in Occidente ecclesias, sive discursus theologicus de unione ecclesiarum romanae et protestantium necnon amica compositione controversiarum fidei inter hosce coetus, in Dei O. M. quam maximam gloriam universae J. C. ecclesiae bono exhibitus | „Friedensposaune an alle unterschiedlich lehrenden Kirchen im Abendland, oder theologische Abhandlung über die Vereinigung der römischen und der protestantischen Kirchen sowie über eine freundschaftliche Beilegung der Glaubensstreitigkeiten zwischen diesen Gemeinschaften, zur größtmöglichen Ehre des allerhöchsten Gottes und zum Wohl der ganzen Kirche Jesu Christi vorgelegt“ |

Der Ablehnung Zeidlers folgten weitere negative Gutachten von lutherischer Seite. Aber auch die römische Kongregation für die Lehruntersuchung (Congregatio Romanae et universalis inquisitionis) lehnte das Projekt ab und setzte Prätorius’ Buch am 17. April 1687 auf den Index.
Matthäus Prätorius setzte sich gegen Hexenprozesse ein. Ein Appell von 1701 gegen ein laufendes Verfahren ist überliefert.

### Geschichte

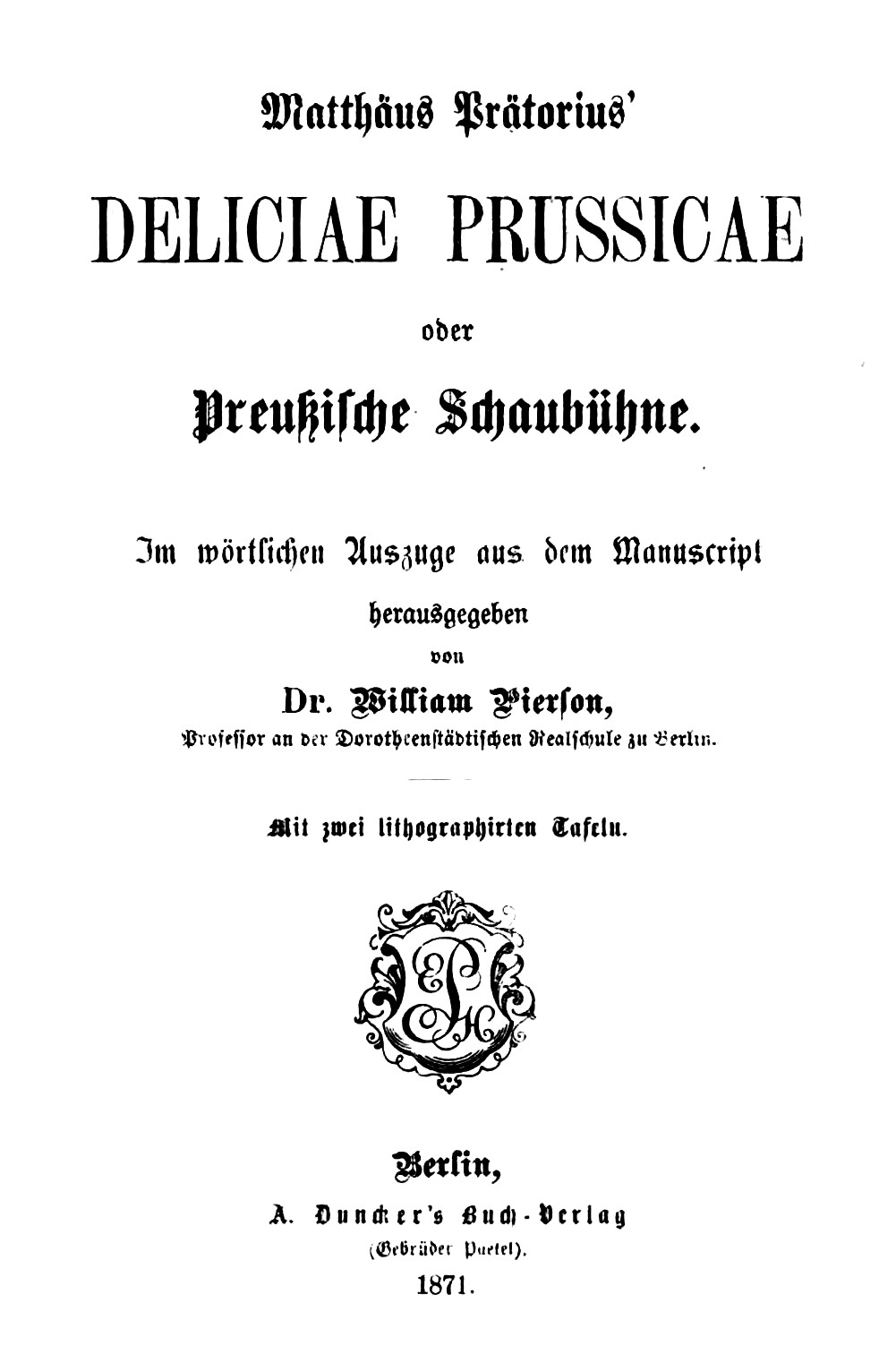
Titelseite der 1871er Ausgabe der Deliciae Prussicae

Sein historisches Hauptwerk Deliciae Prussicae oder Preussische Schaubühne hat Ähnlichkeit mit dem Werk von Christoph Hartknoch, mit dem er zunächst eng zusammenarbeitete. Jedoch enthält Prätorius’ Werk weitaus mehr unmittelbare ethnographische Informationen, die einheimischen Litauer und Pruzzen betreffend. Seine Arbeit blieb lange unveröffentlicht. Ein Grund war das ungleiche wissenschaftliche Niveau seines umfangreichen Materials, ein weiterer die Ablehnung seiner Person im protestantischen Preußen nach seiner Konversion. So wurden die Deliciae erst nach 200 Jahren in ihrem dokumentarischen Wert anerkannt und in Auszügen gedruckt (1725, 1731, 1871, 1936, 2003).
Eine vollständige, kommentierte Edition in sieben Bänden mit deutschem Originaltext (jedoch ohne Faksimile) und in litauischer Übersetzung wurde in Litauen 1999 begonnen und bis 2011 sind vier Bände erschienen.

## Werke
- Tuba pacis, 1685 (Digitalisat), 1711, 1820

- Scutum Regium, 1685

- Orbis Gothicus, 1688–1689

- Mars Gothicus, 1691

- Deliciae Prussicae, oder Preussische Schaubühne, 1698 – Handschrift.

- Matas Pretorijus // Matthaeus Praetorius. Prūsijos įdomybės, arba Prūsijos regykla // Deliciae Prussicae oder Preussische Schaubühne. Bd. 1, hrsg. von I. Lukšaitė und V. Gerulaitienė, Vilnius: Pradai  (1999); Bd. 2, hrsg. von I. Lukšaitė unter Mitarbeit  von  V. Gerulaitienė,  M. Čiurinskas,  I. Tumavičiūtė, Vilnius: Lietuvos istorijos institutas (2004);  Bd. 3, hrsg. von I. Lukšaitė unter Mitarbeit  von  M. Girdzijauskaitė, S. Drevello, J. Kilius, M. Čiurinskas, Vilnius: Lietuvos istorijos institutas  (2006); Bd. 4, hrsg. von I.Lukšaitė unter Mitarbeit  von  V. Gerulaitienė, J. Kilius, T. Veteikis, Vilnius: Lietuvos istorijos institutas (2011); Bd. 5, hrsg. von I. Lukšaitė unter Mitarbeit von V. Gerulaitienė, S. Drevello, J. Kilius, T. Veteikis, J. Buch, VIlnius: Lietuvos istorijos institutas (2019). ISBN 9986-776-82-1 (für alle 7 Bd.)